# Jeremy Stacey
Jeremy Stacey (ur. 27 września 1963) – brytyjski perkusista i klawiszowiec, najbardziej znany ze współpracy z innymi artystami. W 2016 roku został członkiem zespołu King Crimson.

## Życiorys

### Początki
Jeremy Stacey urodził się 27 września 1963 roku. Dorastał w Bournemouth. Uczył się gry na perkusji, fortepianie i techniki nagrywania razem z bratem-bliźniakiem Paulem Staceyem, gitarzystą, klawiszowcem i producentem. Jako dziecko występował w reklamach i serialach telewizyjnych. Mając kilkanaście lat uczęszczał do szkoły aktorskiej w londyńskim Drama Centre.
W 1987 wziął udział w nagraniu albumu Quark jazzowego zespołu Itchy Fingers. W 1989 roku uczestniczył w rejestracji albumu Different Thomasa Andersa.

### Lata 90 i późniejsze
W latach 90. razem z bratem i Guy Chambersem był członkiem zespołu The Lemon Trees.
Nagrywał i/lub koncertował z takimi artystami jak: Aztec Camera, The Waterboys, Noel Gallagher i jego zespół Noel Gallagher's High Flying Birds, Sheryl Crow (od 2000), Eurythmics, Echo & the Bunnymen, Joe Cocker, Sia, Amy Winehouse, Eric Clapton, Tom Jones, Tal Wilkenfeld, Chris Squire, Steve Hackett, Ryan Adams, Robbie Williams, Zero 7, Charlotte Gainsbourg, Jan A.P. Kaczmarek, Andrea Bocelli, Siobhán Donaghy, Malcolm McLaren, Toyah, Gilbert O’Sullivan, The Lickerish Quartet, Mary Chapin Carpenter, Stevie Nicks, Roger Daltrey i innymi.  
7 marca 2016 roku Robert Fripp ogłosił, że Jeremy Stacey zastąpi Billa Rieflina na rozpoczynającej się we wrześniu trasie koncertowej King Crimson.
Jeremy Stacey gra na perkusji firmy Tama.